# Drag (Einheit)
Drag war ein Zähl- und Stückmaß in der Landwirtschaft.
- 1 Drag = 60 Stück Garben[1]